# Lírio Ferreira
Pour les articles homonymes, voir Ferreira.
Lírio Ferreira, né le 1er mars 1965 à Recife (Brésil), est un cinéaste brésilien.

## Biographie
Lírio Ferreira naît en 1965 à Recife. Il suit les cours de journalisme à l'Université fédérale du Pernambouc (Universidade Federal de Pernambuco, UFPE).
Il est reconnu pour son travail dans le cinéma indépendant brésilien, notamment pour ses films qui explorent la culture et l'identité du Nord-Est du Brésil. Son style cinématographique mêle souvent réalisme et poésie, mettant en avant des récits ancrés dans la tradition et la modernité.
Il commence sa carrière avec des courts métrages avant de réaliser son premier long métrage, Baile Perfumado (1996), qui retrace l'histoire du photographe Benjamin Abrahão et son lien avec le cangaceiro Lampião. Ce film marque un tournant dans le cinéma brésilien et reçoit plusieurs distinctions. 
Par la suite, il réalise Árido Movie (2005), un drame qui explore les tensions sociales et environnementales du Sertão brésilien. Son film Sangue Azul (2014) remporte le prix du meilleur film au Festival de Gramado.

## Filmographie partielle
Sauf indication contraire, les informations mentionnées dans cette section peuvent être confirmées par la base de données cinématographiques IMDb,  présente dans la section « Liens externes ».

### Au cinéma
- 1994 : O Crime da Imagem (pt)  (court métrage)
- 1995 : That`s a Lero-Lero (pt)  (court métrage)
- 1997 : Baile Perfumado (pt)
- 2000 : Assombrações do Recife Velho (pt)  (court métrage)
- 2005 : Árido Movie (pt)
- 2007 : Cartola  : Música para os Olhos (pt)  (documentaire)
- 2009 : O Homem que Engarrafava Nuvens (pt)  (documentaire)
- 2014 : Sangue Azul
- 2025 : À Vigo je vais (Para Vigo me voy) (documentaire sur le cinéaste brésilien Carlos Diegues)

- 2011 : A Espiritualidade e a Sinuca (pt)  (téléfilm)
- 2016 : Fim do Mundo (pt)  (série télévisée)

## Récompenses et distinctions
Sauf indication contraire, les informations mentionnées dans cette section peuvent être confirmées par la base de données cinématographiques IMDb,  présente dans la section « Liens externes ».
Lírio Ferreira a remporté 13 victoires et a été nommé à 7 reprises.